# 奧薩奇鎮區 (愛荷華州米切爾縣)
奧薩奇鎮區（英語：Osage Township）是位於美國愛荷華州米切爾縣的一個行政鎮區。

## 地方資料
根據2010年美國人口普查的數據，奧薩奇鎮區的面積為43.24平方千米，當中陸地面積為43.24平方千米，而水域面積為0.00平方千米。當地共有人口3934人，而人口密度為每平方千米90.98人。